# Cryptoplax oculata
Cryptoplax oculata is een keverslakkensoort uit de familie van de Cryptoplacidae. De wetenschappelijke naam van de soort is voor het eerst geldig gepubliceerd in 1835 door Quoy & Gaimard.